# The Very Last Morning
The Very Last Morning (Dimineața care nu se va sfârși) è un film del 2016 diretto da Ciprian Mega.
La pellicola è ispirata a una vicenda reale vissuta dal regista, sacerdote ortodosso in missione a Cipro, ed è stata presentata in anteprima al Festival Internazionale del Cinema Spirituale di Roma.

## Trama
Eva, giovane rumena abusata dal patrigno e cacciata di casa, finisce vittima della tratta di esseri umani e viene costretta a prostituirsi a Cipro. Dopo un matrimonio fallito e la nascita di una figlia, lasciata questa alla cura della nonna, torna a prostituirsi a Cipro, ma stavolta in maniera consapevole e autonoma. Tra i suoi pochi affezionati clienti c'è l'ambasciatore rumeno. A nessuno confesserà di aver contratto l’AIDS che, nonostante le cure, è destinato a sconfiggerla prima che lei possa tornare a casa e riabbracciare sua figlia. 
In preda alla disperazione, trova rifugio presso una parrocchia ortodossa rumena, dove incontra un prete. Il rapporto tra i due innesca una profonda riflessione spirituale che spinge entrambi a confrontarsi con il proprio passato e a cercare una forma di redenzione.

## Produzione
Il film è stato prodotto dalla casa indipendente Catedrala Film. La sceneggiatura è ispirata a testimonianze raccolte direttamente da Ciprian Mega durante il suo servizio pastorale a Cipro, dove ha fondato una parrocchia per la comunità ortodossa rumena.

## Distribuzione
Presentato per la prima volta nel 2016 al Festival Internazionale del Cinema Spirituale di Roma, è stato successivamente proiettato in Romania e in altri contesti internazionali legati al cinema d’autore e spirituale.

## Accoglienza
La critica ha lodato il film per l’intensità emotiva e l’approccio realistico a temi difficili come la tratta, la malattia e la possibilità di redenzione. In particolare è stato apprezzato il modo in cui la narrazione intreccia spiritualità e dolore umano.